# 台灣總督府農業試驗所
台灣總督府農業試驗所，簡稱農試所，為台灣日治時期1939年成立的中央研究機構，從事各式農業試驗，本所位於台北市大安區蟾蜍山北側山腳下，並在台灣各地有多處支所。其前身可追溯至1895年設立的試作場，及後續的臺北縣農事試驗場、總督府農事試驗場、臺灣總督府中央研究所農業部。
戰後，台灣總督府農業試驗所改為台灣省農業試驗所，1977年遷至台中縣霧峰鄉。台灣總督府農業試驗所的僅存建築中，昆蟲部、農業試驗所宿舍群、臺大昆蟲館被指定為台北市文化資產。

## 沿革
台灣總督府農業試驗所作為日治時期的農業試驗機構，其歷史可追溯至1895年8月，為引進日本行稻米品種，在台北城內（後來文武町總務長官官邸前）設立的「試作場」。1896年5月，試作場搬到大龍峒山仔腳營盤占地約2,000坪的土地。1899年9月，試作場改為「臺北縣農事試驗場」。1901年12月，設置台中農事試驗場、台南農事試驗場，並招收農事講習生，為台灣農業教育的濫觴。
1903年11月，上述三處農事試驗場裁撤，並在大加蚋堡頂內埔庄（後來的台北市富田町）合併設立「臺灣總督府農事試驗場」。1908年6月，臺灣總督府農事試驗場下分設種藝部、農藝化學部、昆蟲部、植物病理部、畜產部、教育部、庶務部，以從事農業增產改良、農業試驗研究、種苗及種畜育成、農業講習等。1908年7月，設立「嘉義支場」，主要從事熱帶農業試驗。
1921年8月，台灣總督府將既有的總督府研究所、糖業試驗場、園藝試驗場、茶樹試驗場、種畜場、林業試驗場及農事試驗場整合成「台灣總督府中央研究所」。中央研究所農業部下設種藝科、農藝化學科、植物病理科、應用動物科、畜產科，以及士林園藝支所、平鎮茶葉試驗支所、嘉義農事試驗支所、恆春種畜支所、嘉義種畜支所、大埔種畜支所、高雄檢糖支所。1932年3月，中央研究所糖業科和高雄檢糖支所合併另設糖業試驗所，並同時裁撤大埔種畜支所。1936年1月，新設魚池紅茶試驗支所。
1939年4月28日，中央研究所裁撤，其農業部改制為台灣總督府農業試驗所，下設種藝科、農藝化學科、植物病理昆蟲科、畜產科、園藝科，並增設鳳山熱帶園藝支所，台東熱帶農業試驗支所。1943年，植物病理昆蟲科改分為植物病理科、應用動物科。1944年，增設台中農業支所、屏東農業支所。台灣總督府農業試驗所至終戰前，下轄6科1課10支所。

## 組織
- 育種農藝科：負責農作物育種、栽培、及農業氣象的研究調查。

- 農藝化學科：負責土壤、肥料、農產物儲藏、農作物相關化學的研究調查。
- 病理昆蟲科：負責植物病蟲害的研究調查。
- 畜產科：負責家畜、家禽的飼養、改良、疾病及畜產物加工的研究調查。
- 園藝科：負責園藝作物栽培的研究調查。
- 總務課：負責庶務、會計、各種出版物及文獻的蒐集整理。

- 支所
  - 士林園藝試驗支所：負責園藝栽培、品種改良。1973年改隸屬台北市，為今日士林官邸。
  - 平鎮茶葉試驗支所：負責茶樹栽培、品種改良。為今日農業部茶改場桃園本場。
  - 魚池紅茶試驗支所：負責紅茶用茶樹負責茶樹栽培、品種改良。為今日農業部茶改場魚池分場。
  - 嘉義農業試驗支所：負責農作物與園藝作物栽培、品種改良。為今日農業部農試所嘉義農業試驗分場。
  - 嘉義畜產試驗支所：綿羊與山羊的繁殖和育成等研究。原址位於國立嘉義大學蘭潭校區。
  - 恒春畜產試驗支所：牛與馬的繁殖和育成等研究。為今日農業部畜產試驗所恆春分所墾丁牧場。
  - 鳳山熱帶園藝試驗支所：負責熱帶園藝作物栽培、品種改良。為今日農業部農試所鳳山熱帶園藝試驗分所。
  - 台東熱帶農業試驗支所：負責農作物與熱帶園藝作物栽培、品種改良。為今日農業部臺東區農改場前身。
  - 臺中農業試驗支所：1944年11月設立，位於台中市後壠子。戰後1948年裁撤。
  - 屏東農業試驗支所：1944年11月設立，位於屏東市瑞穗町。戰後1948年裁撤。[2]

## 土地使用變遷
二戰前，大部分土地皆為農場和牧場，其他為農試所廳舍、昆蟲館、宿舍，和西側的養蠶所。戰後陸續設為學校和軍事用地，農業試驗所東側成為空軍作戰指揮部福興營區，西側成為美軍十三航空隊駐地和美軍招待所。羅斯福路以南的農試所相關廳舍變成台灣大學教室。靠近山坡處則有39戶的煥民新村，包含周遭的60戶違建。
1977年，農業試驗所遷出後，原本約十公頃的農地成立了臺灣工業技術學院（台科大前身），部分土地也撥用作為公館國小。

## 歷任首長
| 任次 | 肖像 | 姓名 (生–卒)       | 在任時間      | 在任時間       | 備註 |
| ---- | ---- | ------------------ | ------------- | -------------- | ---- |
| 1    |      | 澁谷紀三郎 (1883–) | 1939年4月28日 | 1942年6月3日   |      |
| 2    |      | 磯永吉 (1886–1972) | 1942年6月3日  | 1945年10月25日 |      |

## 文化資產

中央研究所農業部昆虫標本室增築工事

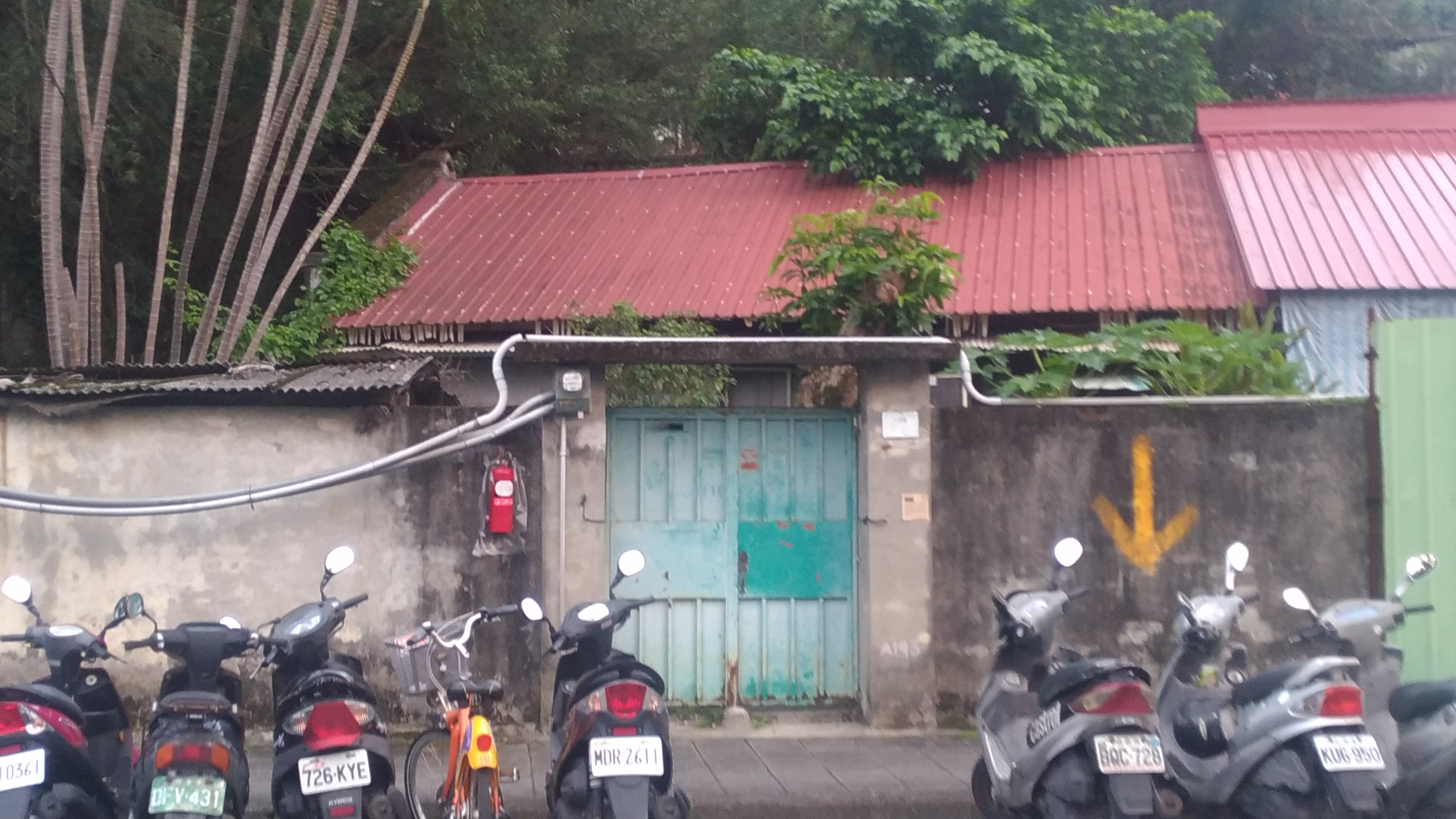
農業試驗所宿舍群74號

### 總督府農業試驗所昆蟲部
此建築為1903年興建的台北農事試驗場廳舍，後來成為中央研究所農業部昆蟲標本室，代表當時在農業上昆蟲研究之重要性，也是農試所現存的重要建築。建物為一層磚造，1929年在四周增建了磚拱迴廊，平面呈「回」字形。內部天花有通風口，有大面積上下推拉窗，通風採光佳。2017年登錄為台北市市定古蹟。

### 農業試驗所宿舍群
農業試驗所宿舍群，包含4棟日式宿舍，2018年登錄為台北市歷史建築。其中，70號為「臺灣洋菇之父」胡開仁的寓所。

### 臺大昆蟲館
因應原昆蟲標本存放空間有限，便在於1936年在原昆蟲標本室東側新建此昆蟲館，現今為台灣大學昆蟲學系附設昆蟲標本館，2017年登錄為台北市市定古蹟。